# Јован Московски
Свети преподобни Јован московски је руски православни светитељ из 16. века.
Рођен је у Вологди. У младости је радио у солани. Затим је прешао у Ростов, где је узео на себе подвиг јуродства. Ишао је полунаг, носио на себи тешке железне вериге и велики железни калпак. Потом се преселио у Москву где је наставио своје подвиге. Познат је по многобројним чудотворствима.
Умро је 3. јула 1589. године. По наређењу цара Фјодора Ивановича је сахрањен у саборној цркви светог Василија Блаженог.
Његове свете мошти се чувају у Московској Покровској цркви.
Православна црква прославља светог Јована Московског 3. јула по јулијанском календару.